# Gunbuster
Gunbuster, eller Sikta mot toppen! (トップをねらえ! Toppu O Nerae!?) i Japan, är en japansk anime OVA från 1988 på sex avsnitt av Gainax. Serien var Hideaki Annos debut som regissör, som senare kom att bli världskänd för sin roll som regissören av Neon Genesis Evangelion. År 2004 släpptes efterföljaren Diebuster, eller Sikta mot toppen 2!.